# Ermin Velić
Ermin Velić (Jajce, 1 de abril de 1959) é um ex-handebolista profissional bósnio, medalhista olímpico pela Seleção Iugoslava em 1988. 
Ermin Velić fez parte do elenco medalha de bronze de Seul 1988. Em Olimpíadas jogou 4 partidas.

## Títulos
- Jogos Olímpicos:
  - Bronze: 1988